# Święto Służby Ochrony Państwa
Święto Służby Ochrony Państwa, Święto SOP – polskie święto przypadające na 12 czerwca obchodzone przez Służbę Ochrony Państwa (od 2018 roku) na mocy art. 7 ustawy z dnia 8 grudnia 2017 r. o Służbie Ochrony Państwa.
Dzień ten nie jest dniem wolnym od pracy.

## Historia
Dzień 12 czerwca upamiętnia powołaną w 1924 roku Brygadę Ochronną (przez Zygmunta Hübnera), której zadaniem była ochrona prezydenta RP. Decyzję o jej utworzeniu podjęto tuż po tragicznym w skutkach zamachu na urzędującego wówczas prezydenta – Gabriela Narutowicza. Święto zostało utworzone w związku z przekształceniem BOR w Służbę Ochrony Państwa.

## Znaczenie
Święto jest okazją do złożenia hołdu żołnierzom i funkcjonariuszom wszystkich kolejnych formacji na przestrzeni dziejów (po odzyskaniu niepodległości w 1918), którzy z honorem pełnili służbę ochronną w kraju i poza jego granicami.